# 肯德爾公爵查爾斯·斯圖亞特
查尔斯·斯图亚特殿下（英语：HH Charles Stuart；1666年7月4日—1667年5月22日），第一代肯德尔公爵，詹姆斯七世及二世及約克公爵夫人安妮·海德的三子。

## 生平
1666年7月4日，查尔斯生于圣詹姆士宫，是詹姆斯七世及二世及約克公爵夫人安妮·海德的三子。他的教父母分别为年长三岁的哥哥剑桥公爵詹姆斯王子、堂兄第一代蒙茅斯公爵詹姆斯·斯科特及奥索里伯爵夫人艾米莉亚·巴特勒。接着他被册封为肯德尔公爵，但实际上他应该要被封为第一代肯德尔公爵、威格莫尔伯爵和霍尔登比男爵，但从未注册过任何专利。1667年5月22日，年仅十个月的查尔斯在聖詹姆士宮逝世。1667年5月30日，查尔斯葬于西敏寺。他的哥哥剑桥公爵詹姆斯王子在一个月后相继逝世。

## 纹章
作為英國君主的孫子，詹姆斯有權使用英国皇家徽章，并以三分圆圈的银色鐵條加以区分。